# Lanmérin
Lanmérin (tiếng Breton: Lanvilin) là một xã của tỉnh Côtes-d’Armor, thuộc vùng Bretagne, tây bắc Pháp.

## Dân số
Người dân ở Lanmérin được gọi là Lanmérinois.